# Le Répertoire de la cuisine
Le Répertoire de la cuisine est un livre de cuisine de Théophile Gringoire et Louis Saulnier, publié initialement en 1914.

## Histoire
ThéophileGringoire et Louis Saulnier, élèves d'Auguste Escoffier, ont écrit ce livre, souvent surnommé Le Gringoire et Saulnier ou Le Répertoire, comme un abrégé du Guide culinaire d'Auguste Escoffier, Philéas Gilbert et Émile Fétu. Les recettes sont très abrégées, par rapport au Guide culinaire (mais avec des différences : par exemple, le Répertoire préconise l'emploi de moutarde, contrairement à la tradition suivie par le Guide culinaire).

## Format
Le Répertoire est un aide-mémoire qui suppose du savoir-faire de la part de l'utilisateur : il ne s'adresse donc qu'aux cuisiniers avertis ; aucune quantité n'est indiquée, et de nombreux termes techniques sont employés. Cet ouvrage répertorie plus de 7 000 recettes et codifie les termes culinaires comme « à la provençale » et « à la bourguignonne, ».